# Robert K. Massie
Robert Kinloch Massie (Lexington, Kentucky, 5 de enero de 1929-Irvington, Nueva York, 2 de diciembre de 2019) fue un historiador y escritor estadounidense, ganador del Premio Pulitzer y de una beca Rhodes.

## Biografía
Pasó gran parte de su juventud en Nashville, Tennessee, y residía en la localidad de Irvington, en el condado de Westchester, en el estado de Nueva York. Estudió historia estadounidense en la Universidad de Yale e historia moderna de Europa en la Universidad de Oxford. Trabajó como periodista para Newsweek entre 1959 y 1962, para luego ocupar un puesto en el Saturday Evening Post.
Antes de que él y su familia dejaran EE. UU. para vivir en Francia, escribió y publicó su primer libro, Nicolás y Alejandra, una biografía del último zar de Rusia, Nicolás II, su esposa Alejandra, su familia y entorno político y cultural. El interés de la familia del zar por parte de Massie fue desencadenado por el nacimiento de su hijo, el reverendo Robert Kinloch Massie, puesto que al igual que el hijo del zar, Alexis, nació con la enfermedad hereditaria hemofilia. En 1971 el libro inspiró una película del mismo título, ganadora de dos premios Óscar de la Academia. En 1995 publicó una continuación con información actualizada por nuevos descubrimientos acerca de la familia imperial rusa, que llevó por título Los Romanov: Capítulo Final. 
En 1975, Robert Massie y su entonces esposa Suzanne, escribieron conjuntamente sus experiencias como padres de un niño hemofílico y las importantes diferencias entre los sistemas de salud franceses y estadounidenses, publicándolas bajo el título de Journey.
Ganó en 1981 el Premio Pulitzer por su biografía Pedro el Grande: su vida y su mundo. Este libro inspiró una miniserie en 1985 en la NBC que ganó tres Premios Emmy, y fue protagonizada por Maximilian Schell, Laurence Olivier y Vanessa Redgrave.
Fue el presidente del Sindicato de Autores de 1987 a 1991, y en sus últimos años formaba parte del consejo. Mientras fue presidente del Sindicato, se hizo famoso por llamar a los autores a boicotear a cualquier tienda que se negara a vender Los versos satánicos de Salman Rushdie. 
Durante sus últimos años vivió con su esposa, Deborah Karl y sus tres hijos.